# محسن سازگارا
محمدمحسن سازگارا (زاده ۱۳۳۵ در تهران) از بنیانگذاران سپاه پاسداران، فعال سیاسی، روزنامه‌نگار و پژوهشگر دانشگاه است. سازگارا از دانشجویان مقیم آمریکا بود که پس از انقلاب اسلامی به همراه روح‌الله خمینی به ایران بازگشت. او در دولت محمدعلی رجائی معاون سیاسی اجتماعی وزیر کشور و مشاور در امور اجرائی بود. سپس به ریاست سازمان گسترش صنایع سنگین منصوب شد. پس از چندی از مناصب دولتی کناره گرفت و به فعالیت کسب و کار و عضویت در هیئت مدیره شرکت‌ها روی آورد. از جمله فعالیت‌های او اداره شرکتی مطبوعاتی و انتشار و سرمایه‌گذاری در نشریاتی چون روزنامه جامعه بود. در دهه ۱۳۸۰ او دو بار به دلیل اقدام علیه امنیت ملی زندانی شد و سپس به آمریکا مهاجرت کرد.

## پیش از انقلابِ ۱۳۵۷
محمد محسن سازگارا در سال ۱۳۳۴ خورشیدی در تهران، خیابان شهباز (۱۷ شهریور) در خانوده‌ای با بافت مذهبی-سیاسی به دنیا آمد. وی دوران دبستان خویش را در دبستان دهخدا و دوران دبیرستان را در دبیرستان فیروز بهرام و سپس در دبیرستان البرز تهران سپری کرد. وی رتبه ۹۶ کنکور را کسب کرد و در رشته فیزیک در دانشگاه آریامهر (شریف) مشغول به تحصیل گشت و در عین حال فعال دانشجویی شناخته می‌شد. درحالی‌که در دهه ۴۰ خورشیدی تفکر غالب در جامعه، تفکر چپ‌گرا و ایدئولوژیک و انقلابی‌گری بود عقاید وی بیشتر متأثر از آثار علی شریعتی و جلال آل احمد بود.
در دوران دانشجویی، ساواک برادرش را که خلبان (شینوک) هوانیروز ارتش بود احضار کرد و به وی اخطار داد. همچنین مشکلات جسمی محسن سازگارا وی را مصمم به خارج شدن از کشور کرد و با پذیرش گرفتن از دانشگاه انستیتوی تکنولوژی ایلینوی به آمریکا رفت و در رشته مورد علاقهٔ خود، فیزیک نظری شروع به تحصیل کرد و هم‌زمان جامعه‌شناسی را نیز در دانشگاه به عنوان رشته دوم دنبال می‌کرد. در آمریکا وی با انجمن‌های اسلامی دانشجویان مسلمان همکاری می‌کرد و در دوره‌ای رهبری این تشکل را بر عهده داشت. وی درحالی‌که کمتر از یک ترم به پایان واحدهای درسی‌اش مانده بود با دعوت ابراهیم یزدی به روح‌الله خمینی در فرانسه پیوست.
در اقامتگاه خمینی وی به همراه تنی چند از دوستانش مسئولیت ترجمه سخنان خمینی را بر عهده داشت. (تعداد این مصاحبه‌ها ۴۳۳–۴۳۲ برآورد شده‌است) این گروه در همان‌جا فکر تشکیل سپاه (نیروی مردمی) را پایه‌گذاری کرده و گروه‌هایی را برای آماده‌سازی جهت جنگهای چریکی به خاورمیانه (اغلب در لبنان) فرستادند. در ۱۲ بهمن سال ۵۷ محسن سازگارا در هواپیمای حامل روح‌الله خمینی بود.

## دوران پس از پیروزی انقلاب ۱۳۵۷
او از جمله اعضای اولیه در سپاه پاسداران انقلاب اسلامی است.
وی بعد از سه ماه از تشکیل سپاه پاسداران انقلاب اسلامی با کناره‌گیری خویش، به مدیریت رادیو منصوب شد. در زمان روی کارآمدن دولت محمدعلی رجایی، وی معاون سیاسی محمدعلی رجایی گردید. همچنین محسن سازگارا به همراه محمد حسینی بهشتی، محمدعلی رجایی، محمدرضا مهدوی کنی، محسن رضایی، بهزاد نبوی و خسرو تهرانی اعلامیه‌ای با عنوان «اعلامیهٔ ۱۰ ماده‌ای دادستانی» جهت خلع سلاح نیروها و احزاب مسلح تدوین کردند.
وی در سال ۱۳۶۱ خورشیدی به عنوان رئیس سازمان گسترش صنایع سنگین جمهوری اسلامی منصوب شد. بعد از مدتی کوتاه، از این مقام کناره گرفت و به‌طور رسمی از حکومت خارج شد. وی تحصیلات دانشگاهی خود را در رشته تاریخ تا مقطع دکترا، ادامه داد. پیش از این مقطع نیز، مدتی رئیس هیئت مدیره شرکت داده پردازی ایران بود.

## بازداشت و زندان
در طی حکومت جمهوری اسلامی وی دو بار به زندان رفت. او پس از حوادث خرداد ماه سال ۱۳۸۲ در کوی دانشگاه تهران، به اتهام اقدام علیه امنیت ملی از سوی شعبه ۲۶ دادگاه انقلاب بازداشت شد و به اتهام اقدام علیه امنیت ملی، به تحمل ۷ سال حبس تعزیری محکوم شد. او مدعی است که با اعتصاب غذا در زندان اوین، توجهات محافل حقوق بشری را به خود معطوف کرده بود.
او پس از سه ماه بازداشت موقت در زندان اوین، سرانجام با قرار وثیقه آزاد شد.

## پس از خروج از ایران
سازگارا به منظور درمان و معالجه پزشکی از ایران خارج شد. او سپس در دانشگاه هاروارد در آمریکا مشغول به تدریس و تحقیق شد. او پس از خروج از ایران، به فعالیت در صدای آمریکا در رابطه با مسائل سیاسی ایران به ویژه تحلیل و بررسی جنبش سبز ایران پس از انتخابات ریاست جمهوری ایران (۱۳۸۸) و هم چنین فعالیت‌های سیاسی در وبسایت شخصیش پرداخت.

## هک وبگاه رسمی محسن سازگارا
در تاریخ ۲۱ بهمن ۱۳۸۸، ارتش سایبری ایران وبسایت محسن سازگارا را هک کرد. پس از هک شدن این وبسایت، پیغامی به مضمون زیر در صفحه هک شده درج گردید:
"در حالی که آقای محسن سازگارا به آموزش جلوگیری از هک شدن توسط ارتش سایبری ایران مشغول بود، ارتش سایبری ایران فقط و فقط برای اثبات پوچی حرف اینگونه افراد این سایت را هک نمود."

## فعالیت در قبال نظام جمهوری اسلامی
او از جمله ۱۵ فعال سیاسی و مدنی بود که در بهمن ۱۳۹۶ با تأکید بر «اصلاح‌ پذیری» نظام جمهوری اسلامی ایران خواستار برگزاری جلسات راهبردی تحت نظارت سازمان ملل متحد شد.